# Chico Bento: Verdade
Chico Bento: Verdade é um romance gráfico escrito e desenhado por Orlandeli e publicado em 2021 pela Panini Comics como parte do selo Graphic MSP, no qual quadrinistas brasileiros fazem releituras dos personagens clássicos de Mauricio de Sousa. O livro é sequência de Chico Bento: Arvorada, embora não ocorra cronologicamente depois do primeiro livro.

## História
Em dezembro de 2020, foram anunciadas em um painel da CCXP os quatro personagens de Mauricio de Sousa que ganhariam livros da série Graphic MSP para o ano seguinte: Chico Bento, Piteco, Franjinha e Magali. O artista Orlandeli, que já fizera o romance gráfico Chico Bento: Arvorada em 2017, foi anunciado como autor do novo álbum do personagem.
O título e a sinopse do livro foram anunciados em 9 de fevereiro de 2021 pelo editor Sidney Gusman e o lançamento ocorreu em março, com versões em capa dura e capa cartonada. O texto de contracapa foi escrito pelo jornalista Nelson Araújo, repórter do Globo Rural e natural do interior de São Paulo, mesmo ambiente retratado nas histórias de Chico Bento.

## Sinopse
Chico Bento e sua família recebem a visita de Adamastor, um amargurado homem da cidade que pretende fotografar o jardim da mãe de Chico para um projeto no qual busca criar flores de pano que reproduzam as verdadeiras, mas que não precisam de cuidados e nem se deterioram com o tempo. O ceticismo de Adamastor em relação às histórias que envolvem personagens míticos como lobisomem e caipora são o ponto de partida do conflito entre ele e Chico Bento.
Durante um passeio pela vizinhança, os dois se perdem no meio do mato e vivem uma aventura que faz ambos se questionarem sobre o que é ou não verdade, ao mesmo tempo em que Chico descobre as razões para Adamastor ser tão frio.

## Prêmios e indicações
Em 2022, Chico Bento: Verdade ganhou o Prêmio Angelo Agostini de melhor lançamento infantil. Além disso, Orlandeli também ganhou o prêmio de melhor colorista. O livro também foi finalista em quatro categorias da CCXP Awards (melhor quadrinho, melhor quadrinista, melhor desenhista e melhor colorista), além de Orlandeli ter ganho como melhor arte-finalista por seu trabalho nele.